# Heterusia praeangulata
Heterusia praeangulata là một loài bướm đêm trong họ Geometridae.